# San Quaranta
San Quaranta is een plaats (frazione) in de Italiaanse gemeente Tortora .